# Баошичи
Баошичи (на сръбски: Баошићи) е село в Черна гора, разположено в община Херцег Нови. Населението му според преброяването през 2011 г. е 1 346 души, от тях: 697 (51,78 %) сърби, 462 (34,32 %) черногорци, 16 (1,18 %) хървати, 14 (1,04 %) мюсюлмани, 9 (0,66 %) цигани, 6 (0,44 %) бошняци, 18 (1,33 %) не са определени, 93 (6,90 %) неизвестни.

## Население
Численост на населението според преброяванията през годините:
- 1948 – 469 души
- 1953 – 534 души
- 1961 – 579 души
- 1971 – 712 души
- 1981 – 603 души
- 1991 – 779 души
- 2003 – 1 473 души
- 2011 – 1 346 души